# Vuelo 394 de Partnair
El Vuelo 394 de Partnair fue un vuelo de transporte chárter de pasajeros entre Oslo (Noruega) y Hamburgo (entonces Alemania Occidental, hoy Alemania) que se estrelló en las cercanías de las costas danesas el 8 de septiembre de 1989 sin dejar sobrevivientes, convirtiéndose en el peor y más mortífero desastre aéreo en suelo danés.

## Aeronave
La aeronave accidentada, registrada como LN-PAA, era un Convair CV-580 de 36 años operado por la aerolínea chárter noruega Partnair. El avión había cambiado de propietario varias veces, había sufrido varias modificaciones, había tenido múltiples registros anteriores (N73128, EC-FDP, PK-GDS, HR-SAX, JA101C, N770PR y C-GKFT) y había sido reconstruido después de un accidente de aterrizaje en 1978. La modificación más significativa fue un cambio de motores de pistón a turbohélice en 1960; esto agregó más caballos de fuerza a la aeronave. El propietario de la aeronave antes de su venta a Partnair era una empresa canadiense que se especializaba en el mantenimiento de Convairs. LN-PAA fue uno de los aviones adquiridos más recientemente por Partnair. En el momento del accidente, otros dos Convair 580 estaban en la flota de Partnair.
La tripulación de vuelo estaba compuesta por el capitán Knut Tveiten y el primer oficial Finn Petter Berg, ambos de 59 años. Tveiten y Berg eran amigos cercanos que habían volado juntos durante años. Ambos pilotos tenían mucha experiencia, con cerca de 17.000 horas de vuelo exitosas cada uno. Berg también fue gerente de operaciones de vuelo de Partnair.

## Historia
El 8 de septiembre de 1989, despegó del Aeropuerto Internacional de Oslo con destino al Aeropuerto Internacional de Hamburgo con 50 pasajeros y 5 tripulantes (2 pilotos y 3 sobrecargos). El avión, un Convair CV-580 de 36 años de antigüedad modificado con turbomotores en vez de los motores radiales originales, el Convair 580 tenía la matrícula LN-PAA y tenía un historial de accidentabilidad cuyos resultados habían motivado una reconstrucción parcial tiempo atrás.
La tripulación de mando estaba compuesta por el veterano capitán Knut Tveiten y el copiloto finlandés Petter Berg, más la tripulación de cabina. Los pasajeros eran en su mayoría perteneciente a una compañía naviera noruega, la Wilhelmsen Shipping Lines, que volaban al puerto alemán para el lanzamiento de un nuevo buque de la compañía. Por ese entonces, Partnair atravesaba una seria crisis financiera que obligaba a mantener sus aviones volando al borde de la seguridad y con un mantenimiento mínimo y de baja calidad. De acuerdo a representantes de la compañía naviera, el ambiente de sus empleados era muy alegre y distendido al momento de embarcar el vuelo N.º 394.
Una vez en el aire, el avión alcanzó una altitud de crucero de 7.000 m y comenzó el cruce del Skagerrak, al mismo tiempo y de vuelta encontrada y en rumbos paralelos venía un avión de combate noruego F-16 a velocidad supersónica el cual fue captado por el radar del Convair 580 al mismo tiempo que el piloto de combate establecía contacto visual con el vuelo Chárter hasta cruzarse a menos de 100 m de distancia; no obstante, el F-16 ya había anticipado con su radar al avión de combate y realizado correcciones de su rumbo para un cruce seguro de 1000 m. 
De todos modos, el piloto de combate se sorprendió de encontrarse tan repentinamente cerca de la trayectoria del vuelo N.º 394, ya que las correcciones debían hacer que las trayectorias se cruzasen a una mayor distancia de seguridad e informó la anomalía al controlador de tráfico aéreo de Oslo. La onda de choque supersónico del F-16 cruzó la trayectoria del vuelo N.º 394.
La señal de radar del vuelo N.º 394 desapareció del radar al momento de que el piloto de combate reportaba el incidente.
Repentina e inmediatamente después de sobrepasado el avión de combate noruego, el Convair CV-580 de Partnair inició un brusco viraje a babor y en caída. El piloto del F-16 se percató de la brusca maniobra del avión chárter y se convirtió en único testigo inicial de la tragedia. La señal de radar del vuelo N.º 394 desapareció del radar al momento de que el piloto de combate reportaba el incidente.
El vuelo 394 descendió varios miles de metros de altitud y pareció nivelarse a menor altitud; pero nuevamente y de manera incomprensible se volvió a repetir el brusco cambio de viraje a la izquierda y en caída vertical entrando el avión en un descenso en barreno desprendiéndose parte del timón, luego los alerones de la cola y finalmente partiéndose en tres secciones, la cabina de mando, la sección de pasajeros y la cola del aparato, los restos cayeron en un área de 2 km² y a 18 km de la costa danesa, cerca de Hirtshals. No hubo sobrevivientes.

## Investigación

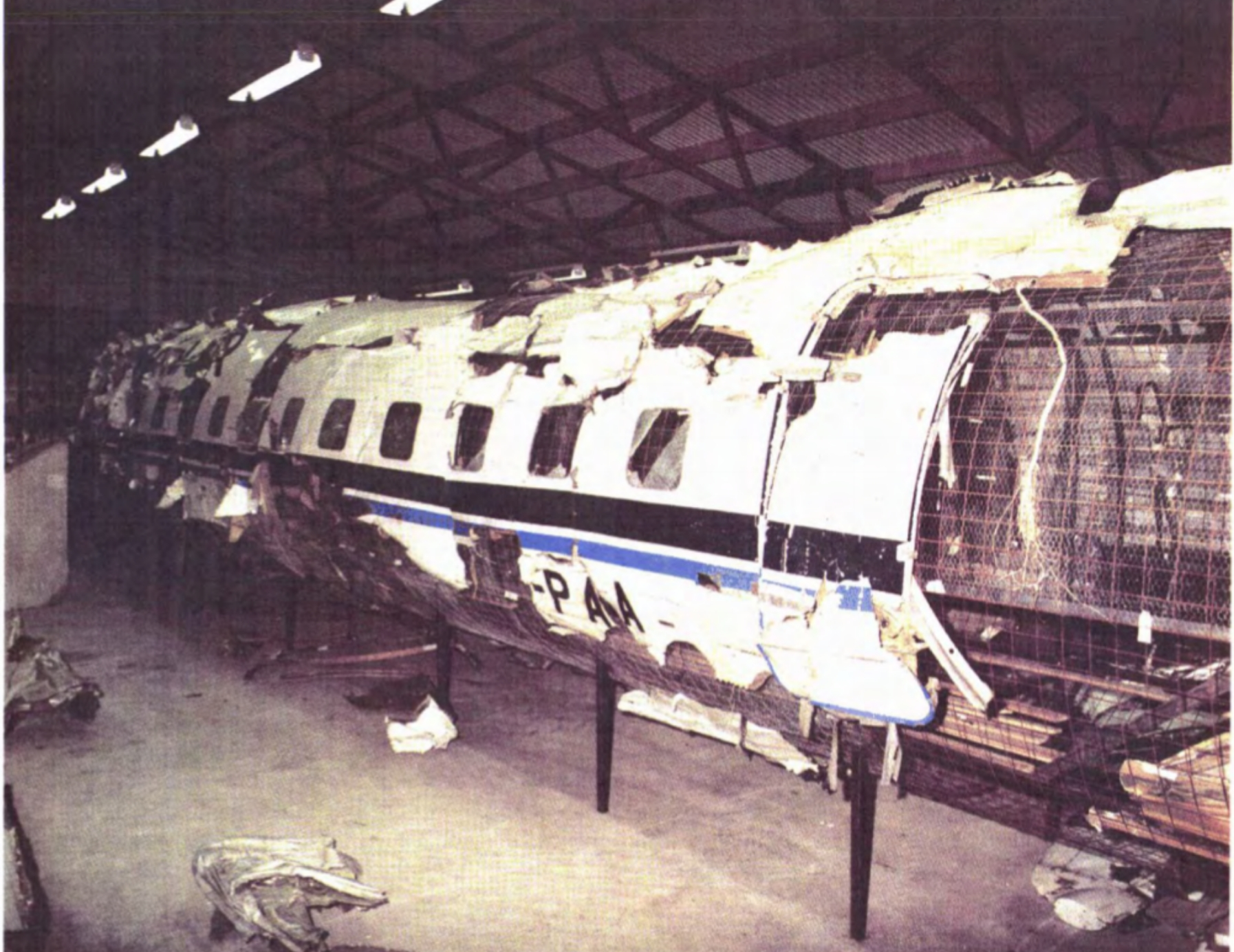
Reconstrucción de los restos.

Inicialmente se planteó la hipótesis de un atentado puesto que la primera ministra noruega Gro Harlem Brundtland utilizaba normalmente estos vuelos Chárter.
Los restos del avión Convair 580 fueron recuperados casi a totalidad (90%) y se reconstruyó en un galpón, los cuerpos de 50 de los 55 pasajeros y tripulantes a bordo fueron recuperados y llevados para una autopsia forense. Las cajas negras fueron recuperadas y las cintas de grabación de la cabina de mando no arrojaron pistas sobre lo que pudo haber ocurrido ya que se habían detenido sospechosamente al momento del despegue, lo mismo que la de los datos de vuelo. La incertidumbre era total y la prensa noruega hablaba de atentado terrorista.
Un investigador metalurgista empezó a analizar los restos y empezó a descubrir pistas en el fuselaje de cola, el avión había sido sometido a una vibración excesiva en algún momento dado. Al examinar los restos de la cola, en especial el timón de cola el cual prácticamente se había desintegrado en varios trozos mostraron evidencia de haber sido sometido a una enorme vibración. Los soportes del timón estaban doblados y sus 4 pernos de anclaje estaban doblados lo que indicaba que el timón se había deformado en su anclaje y agarrotado provocando el desarrollo del accidente. Asimismo al examinar el historial de mantenimiento se encontró que uno de los generadores del aparato estaba defectuoso y que los pernos de anclaje habían sido sustituidos en el mantenimiento. Al examinar más detenidamente los pernos de anclaje del timón de cola se encontró que no eran respuestos originales sino que eran repuestos alternativos, es decir partes de reemplazo no autorizadas no originales. Estas hipótesis cobraron más fuerza cuando se encontró que el avión poseía un historial de vibraciones anormales que habían incluso motivado una revisión de mantenimiento no programada en Canadá.

## Causas y consecuencias
Los investigadores concluyeron que el avión estaba en una situación de resonancia de vibración armónica, los anclajes defectuosos del pivote del timón estaban debilitados, las vibraciones habían debilitado los mecanismos de movimientos. Al momento de cruzarse con el avión supersónico, la onda de choque desencadenó una vertiginosa cadena de accidentes que provocó el agarrotamiento del timón de cola y el aparato quedó sometido a fuertes tensiones aerodinámicas en el descenso que fracturaron el avión en partes.
La Administración Federal de Aviación (AFA) realizó una investigación en los mantenimientos de las compañías aéreas y descubrieron un mercado negro de respuestos alternativos de aviación que eran falsificados hasta en la etiqueta de certificación cuyo alcance determinó que hasta el 39% de las piezas usadas en mantenimiento de las compañías aéreas eran alternativos, falsificados o no-originales, o bien recuperados y refaccionados teniendo fatiga de materiales presente. Esto motivó una escalada en contra del mercado alternativo de piezas de repuesto para mantenimiento de aviación y estrictas sanciones para aquellas empresas que insistieran en el uso de estos repuestos usados o alternativos.